# Palamaner
Palamaner es una ciudad y  municipio situada en el distrito de Chittoor en el estado de Andhra Pradesh (India). Su población es de 54035 habitantes (2011). Se encuentra a 39 km de Chittoor y a 126 km de Bangalore. 

## Demografía
Según el censo de 2011 la población de Palamaner era de 54035 habitantes, de los cuales 26580 eran hombres y 27455 eran mujeres . Palamaner tiene una tasa media de alfabetización del 82,11%, superior a la media estatal del 67,02%. 